# Is (roman)
Is är en roman från 2012 av den finlandssvenska författaren Ulla-Lena Lundberg. Den skildrar en prästfamilj på en ö i Ålands skärgård direkt efter andra världskriget. Det var Lundbergs första roman på elva år. Handlingen är fristående men persongalleriet knyter an till författarinnans föregående roman, Marsipansoldaten.
Boken togs emot mycket väl av finländska recensenter, den översattes till finska samma år och sålde i stora upplagor – till och med år 2017 har romanen sålts i 150 000 exemplar på svenska och finska. I Sverige var mottagandet något svalare. Litteraturprofessorn Merete Mazzarella föreslog att skillnaden i mottagande berodde på att de svenska kritikerna inte var bekanta med Lundbergs tidigare verk och missuppfattade hur boken bör läsas. De finländska kritikerna noterade också anknytningarna till tidigare romaner, vilket de rikssvenska kritikerna inte gjorde. Boken fick Finlandiapriset. Den blev nominerad till Nordiska rådets litteraturpris, utvald både av Finland och Åland.
En opera baserad på romanen kommer att uppföras på Finska nationaloperan i januari 2019. Musiken komponeras av Jaakko Kuusisto.